# Se piangi, se ridi
Se piangi, se ridi è un brano musicale composto da Gianni Marchetti, Mogol e Roberto Satti, presentato al Festival di Sanremo 1965 in coppia con i New Christy Minstrels e si classificò al 1º posto della classifica finale.
Fu pubblicato nel gennaio del 1965 nel singolo Se piangi, se ridi/Sarò un illuso nella versione di Bobby Solo e in Se piangi, se ridi/Le colline sono in fiore nella versione dei Minstrels.

## Cover
- 1965 Mina, 45 giri Se piangi, se ridi/Più di te;album Studio Uno
- 1965 - Korda György, singolo (Qualiton – EP 7324); compilation Ritmus 65 (Qualiton – LPX 7336)
- 1965 - Mišo Kovač e Ansambl Studio 7, EP in croato Kad plačeš i kad se smiješ (Jugoton – EPY-3491); album del 2012 100 originalnih hitova (Croatia Records – 5CD 5994275)
- 2005 - Deerhoof, singolo (333 Recordings – 333-003); album del 2006 Reveille (P-Vine Records – PCD-23844)